# 명곡의 고향
《명곡의 고향》은 1986년 11월 6일부터 1987년 4월 16일까지 MBC에서 제작, 방영한 교양프로그램이다.

## 기획 의도
세계 음악가의 대표곡과 그들이 작곡한 음악 등 다양한 음악 세계와 그들의 삶의 발자취를 감상하며 엿볼 수 있는 예술 다큐멘터리이다. 제작진이 해당 음악가의 출신 국가 및 지역을 직접 방문하여 취재함으로써 프로그램의 완성도를 높이고자 하였다. 특히 프란츠 리스트 편 제작시, 아직 냉전이 끝나지 않은 1986년 당시 대한민국과 미수교 상태였던 헝가리 현지를 취재함으로써 방송 다큐 제작 최초로 동구권 취재라는 기록을 세우기도 하였다.

## 내레이션 및 목소리 출연

### 내레이션
- 이선영

### 목소리 출연[1]
- 김현직
- 김종성
- 황일청
- 배한성
- 한규희
- 정희선
- 박일
- 김기현
- 김도현
- 김태훈
- 김용식
- 홍승옥
- 이성

## 방영 목록
| 년             | 회차                | 방송     | PD     | 조연출 |
| 1986년         | 1회(11월 6일)       | 모차르트 | 김윤영 | 최우철 |
| 1986년         | 2회(11월 13일)      | 리스트   | 강철용 | 정길화 |
| 1986년         | 3회(11월 20일)      | 슈베르트 | 김윤영 | 최우철 |
| 1986년         | 4회(11월 27일)      | 베르디   | 강철용 | 정길화 |
| 1986년         | 5회(12월 11일)      | 브람스   | 김윤영 | 최우철 |
| 1986년         | 6회(12월 18일)      | 쇼팽     | 강철용 | 정길화 |
| 1987년         |                     |          |        |        |
| 7회(1월 8일)   | 엘가                | 김윤영   | 최우철 |        |
| 8회(1월 15일)  | 베를리오즈          | 강철용   | 정길화 |        |
| 9회(1월 22일)  | 바그너              | 김윤영   | 최우철 |        |
| 10회(2월 5일)  | 푸치니              | 강철용   | 정길화 |        |
| 11회(2월 12일) | 그리그              | 김윤영   | 최우철 |        |
| 12회(2월 19일) | 드뷔시              | 강철용   | 정길화 |        |
| 13회(2월 26일) | 하이든              | 김윤영   | 최우철 |        |
| 14회(3월 5일)  | 비제                | 강철용   | 정길화 |        |
| 15회(3월 12일) | 시벨리우스          | 김윤영   | 최우철 |        |
| 16회(3월 19일) | 슈만                | 김윤영   | 최우철 |        |
| 17회(3월 26일) | 요한 슈트라우스 2세 | 김윤영   | 최우철 |        |
| 18회(4월 2일)  | 본 윌리엄스         | 김윤영   | 최우철 |        |
| 19회(4월 9일)  | 베토벤(1부)         | 김윤영   | 최우철 |        |
| 20회(4월 16일) | 베토벤(2부)         | 김윤영   | 최우철 |        |

1. ↑  각 에피소드의 주인공 격인 음악가 및 제작진이 인터뷰한 해외 전문가의 더빙 목소리 담당.